# تاي هيرندون
تاي هيرندون (بالإنجليزية: Ty Herndon)‏ هو كاتب أغاني ومغني أمريكي، ولد في 2 مايو 1962 في ميريديان في الولايات المتحدة.

## وصلات خارجية
- الموقع الرسمي
- تاي هيرندون على موقع IMDb (الإنجليزية)
- تاي هيرندون على موقع ميوزك برينز (الإنجليزية)
- تاي هيرندون على موقع أول موفي (الإنجليزية)
- تاي هيرندون على موقع إن إن دي بي (الإنجليزية)
- تاي هيرندون على موقع ديسكوغز (الإنجليزية)
- تاي هيرندون على موقع كينوبويسك (الروسية)